# Ван Эрвен Доренс, Ян-Виллем
Ян-Виллем ван Эрвен Доренс (нидерл. Jan-Willem van Erven Dorens, 8 ноября 1934, Амстердам, Нидерланды) — нидерландский хоккеист (хоккей на траве), нападающий.

## Биография
Ян-Виллем ван Эрвен Доренс родился 8 ноября 1934 года в нидерландском городе Амстердам.
Играл в хоккей на траве за «Ларен».
В 1960 году вошёл в состав сборной Нидерландов по хоккею на траве на Олимпийских играх в Риме, занявшей 9-е место. Играл на позиции нападающего, провёл 6 матчей, забил 4 мяча (три в ворота сборной Дании, один — Новой Зеландии). Был знаменосцем сборной Нидерландов на церемонии открытия Олимпиады.
Работал инженером в компании, которая занималась углублением дна. Затем трудился в компании Shell, жил в Малайзии. В середине 1970-х годов вернулся в Нидерланды.

## Семья
Отец — Ян Фредерик ван Эрвен Доренс, был родом из Амстердама, мать — Маргарита Генриетта Сгерхаг, родилась в Брюсселе. Родители поженились в мае 1930 года в Амстердаме — на момент женитьбы отец работал архитектором. В их семье воспитывалось ещё двое детей: дочь Маргарита и сын Роберт Эдюард (Робби).
Младший брат Робби ван Эрвен Доренс (род. 1937) также играл в хоккей на траве, был чемпионом Нидерландов. В 1956—1970 годах выступал за сборную страны по гольфу.
Женат, вырастил троих сыновей. Младший из них — Бо ван Эрвен Доренс (род. 1970), телеведущий и актёр.